# Harold Keith Johnson

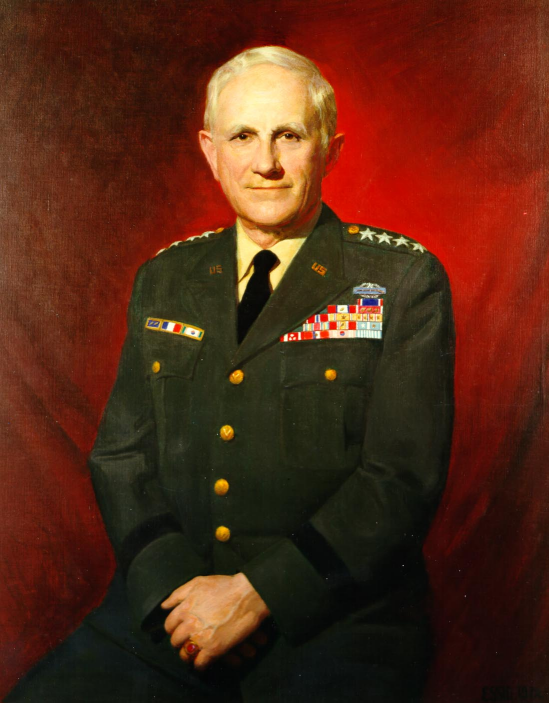
General Harold Keith Johnson

Harold Keith „Johnny“ Johnson (* 22. Februar 1912 in Bowesmont, Pembina County, North Dakota; † 24. September 1983 in Washington, D.C.) war ein US-amerikanischer General der US Army, der unter anderem zwischen 1964 und 1968 Chief of Staff of the Army war.

## Leben

### Offiziersausbildung, Zweiter Weltkrieg und Kriegsgefangenschaft

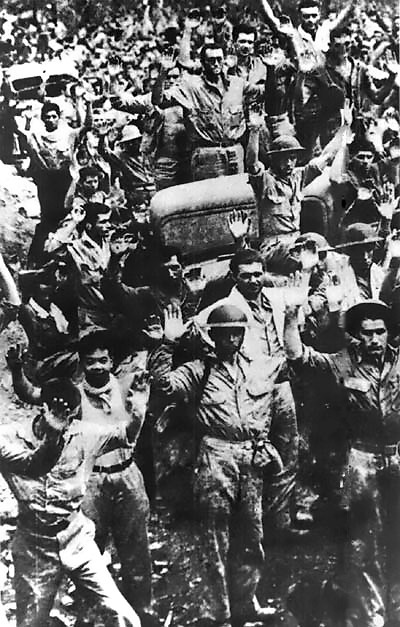
Philippinische und amerikanische Soldaten ergeben sich den japanischen Truppen auf Bataan

Johnson begann nach dem Besuch der High School 1929 eine Offiziersausbildung an der US Military Academy in West Point, die er im Juni 1933 abschloss. Danach war er zwischen 1933 und 1936 Leutnant im 3. Infanterieregiment in Fort Snelling. Nach seiner Beförderung zum Oberleutnant 1936 besuchte er die Heeresinfanterieschule (US Army Infantry School) in Fort Benning, die er 1938 beendete. Danach war er zwischen 1938 und 1940 Offizier in dem in Fort Niagara stationierten 28. Infanterieregiment. 1940 folgte seine Versetzung zum 57. Infanterieregiment (Philippine Scouts), das auf den Philippinen in Fort McKinley stationiert war, dem heutigen Fort Bonifacio. Dort erhielt er den vorübergehenden Rang (Temporary Rank) als Hauptmann.
Nach dem Angriff auf Pearl Harbor und dem durch die Kriegserklärung an das Japanische Kaiserreich am 8. Dezember 1941 verbundenen Eintritt der Vereinigten Staaten in den Zweiten Weltkrieg kam es zur Schlacht um die Philippinen, die mit der Besetzung der Philippinen durch Japan endete. Nach der Kapitulation und Aufgabe von Bataan am 9. April 1942 musste er am Todesmarsch von Bataan teilnehmen, wo er die Brutalität der japanischen Soldaten gegenüber den philippinischen und US-amerikanischen Kriegsgefangenen miterlebte. Er blieb zunächst als Kriegsgefangener auf den Philippinen, ehe er im Dezember 1944 nach Japan verlegt werden sollte. Dabei wurde das Schiff, das ihn nach Japan bringen sollte, durch den Beschuss von Flugzeugen der US Air Force versenkt. Daraufhin wurde er in ein japanisches Kriegsgefangenenlager nach Korea verbracht, wo er schließlich im September 1945 durch die 7. Infanteriedivision (7th Infantry Division) befreit wurde.

### Nachkriegszeit, Koreakrieg und Europa
Nach seiner Rückkehr in die USA besuchte Johnson das Command and General Staff College (CGSC) in Fort Leavenworth, das er im August 1946 abschloss. Danach verblieb er als Instrukteur am Command and General Staff College und war 1949 auch Absolvent des Joint Forces Staff College in Norfolk, ehe er im Anschluss Kommandeur des 3. Bataillons des 7. Infanterieregiments in Fort Devens wurde. Während dieser Zeit organisierte den Aufbau des 1. Provinz-Infanteriebataillons und wurde mit dieser Einheit bei Ausbruch des Koreakrieges nach Korea verlegt. Dort nahm er als Kommandeur von Bataillonen des 5. sowie 8 Kavallerieregiments an Kampfeinsätzen bei der Verteidigung von Busan bei der Schlacht um den Busan-Perimeter teil und wurde während dieser Zeit auch zum Oberst befördert. Am 4. September 1950 wurde ihm für seine dortigen Verdienste das Distinguished Service Cross verliehen. Darüber hinaus wurde er aufgrund seiner militärischen Leistungen im Koreakrieg vier Mal mit dem Legion of Merit ausgezeichnet. Nach einer kurzen Verwendung als Planungs- und Operationsoffizier beim Chef des Stabes für Operationen des in Japan stationierten und zum damaligen Fernostkommando FECOM (Far East Command) gehörenden I. US-Korps (I Corps) kehrte er in die USA zurück und war im Büro des Chefs der Landstreitkräfte in Fort Monroe tätig.
Daraufhin absolvierte Johnson 1952 das National War College (NWC) in Fort Lesley J. McNair und fand anschließend von 1954 bis 1955 Verwendung als Leiter des Referats für Gemeinsame Kriegsplanung im Büro des Assistierenden Chefs des Stabes für Operationen in Washington, D.C. Er erhielt dort 1956 seine Beförderung in den ständigen Rang eines Obersts sowie den vorübergehenden Rang als Brigadegeneral. Als solcher wurde er stellvertretender Kommandeur der 8. Infanteriedivision (8th Infantry Division) in Fort Carson und kurz darauf mit diesem Verband zu den US-Streitkräften nach Deutschland verlegt. Danach übernahm er 1957 den Posten als Chef des Stabes der 7. US-Armee (Seventh US Army) in Stuttgart-Vaihingen sowie 1959 als Assistierender Chef des Stabes für Operationen im Hauptquartier der US-Streitkräfte in Europa. Nachdem ihm 1959 der vorübergehende Rang als Generalmajor verliehen wurde, übernahm er den Posten als Chef des Stabes der Zentralen Heeresgruppe CENTAG (Central Army Group) im Hauptquartier der NATO in Brüssel.

### Aufstieg zum General und US Army Chief of Staff
1960 wurde Johnson der ständige Rang eines Brigadegenerals verliehen, woraufhin er nach seiner Rückkehr in die USA im August 1960 Nachfolger von Generalmajor Lionel C. McGarr als Kommandant des US Army Command and General Staff College in Fort Leavenworth wurde. Diese Funktion bekleidete er bis zu seiner Ablösung durch Harry Jacob Lemley, Jr. im Februar 1963. Daraufhin wurde ihm der ständige Rang als Generalmajor sowie der vorübergehende Rang als Generalleutnant verliehen. In der Folgezeit war er zwischen 1963 und 1964 Assistierender stellvertretender Chef des Stabes sowie zuletzt stellvertretender Chef des Stabes des US-Heeres für militärische Operationen im Hauptquartier in Washington, D.C.
Am 3. Juli 1964 löste Johnson General Earle Wheeler als Chef des Stabes des US-Heeres (Chief of Staff of the Army) ab und bekleidete diesen Posten bis zu seinem Ausscheiden aus aktiven Militärdienst am 2. Juli 1968, woraufhin General William Westmoreland sein Nachfolger wurde. Im Juli 1964 wurde er zugleich zum General befördert. Als Chief of Staff of the Army war er maßgeblich an der Vorbereitung und Ausweitung des Vietnamkrieges sowie der Operation Power Pack verantwortlich, einer multinationalen, von den USA geführten und vom 28. April 1965 bis zum 21. September 1966 andauernden militärischen Intervention in der Dominikanischen Republik. Daneben war er an der Einrichtung des Amtes des Sergeant Major of the Army 1966 beteiligt, der Vorgesetzter des Unteroffizierkorps der US Army ist, dem Stab des Chief of Staff of the Army angehört sowie dessen Berater in allen Dienstangelegenheiten, die die Unteroffiziere der Army betreffen, insbesondere in den Bereichen Soldatenausbildung und Lebensqualität. Während einer Erkrankung von General Wheeler fungierte er 1967 auch kurzzeitig als Vorsitzender der Vereinigten Stabschefs JCS (Joint Chiefs of Staff). Für seine Verdienste als Chief of the Staff of the Army wurde ihm 1966 sowie 1968 jeweils die Army Distinguished Service Medal verliehen.
1969 wurde Johnson Präsident der Herbert Hoover Presidential Library Association sowie Vorstandsmitglied verschiedener Rüstungsunternehmen. Nach seinem Tode wurde er auf dem Nationalfriedhof Arlington beigesetzt. Ihm zu Ehren wurde 1978 der Lehrstuhl für Militärgeschichte am  US Army Military History Institute in Carlisle in Harold Keith Johnson Chair of Military History umbenannt. 1985 wurde ihm posthum die Prisoner of War Medal verliehen.

### Auszeichnungen
Auswahl der Dekorationen, sortiert in Anlehnung der Order of Precedence of the Military Awards:
- Distinguished Service Cross
- Army Distinguished Service Medal (2 ×)
- Legion of Merit (4 ×)
- Prisoner of War Medal

## Hintergrundliteratur
- Lewis Sorley: Honorable Warrior: General Harold K. Johnson and the Ethics of Command, 1998